# Carl Busse
Carl Hermann Busse (ps: Fritz Döring, ur. 12 listopada 1872 w Lipowcu, zm. 3 grudnia 1918 w Berlinie) – niemiecki pisarz, publicysta i wydawca.

## Życiorys
Do gimnazjum uczęszczał w Wągrowcu, studiował na Uniwersytecie Berlińskim, w roku 1898 uzyskał doktorat na Uniwersytecie w Rostocku. Następnie przeniósł się do Berlina gdzie trudnił się dziennikarstwem, a także był krytykiem. Od 1899, wraz z Heinrichem Ripplerem wydawał Deutsches Wochenblatt (pismo o profilu narodowo-liberalnym, a także literackim i artystycznym). Tworzył m.in. w nurcie Ostmarkenliteratur, a część akcji jego utworów rozgrywała się na ziemiach polskich (głównie Prowincja Poznańska). Georg Minde-Pouet nazywał go pisarzem niemiecko-polskiej walki, z kolei Tadeusz Pietrykowski w artykule „Pisarz niemiecki Carl Busse jako regionalista Wielkopolski” określa go bardzo przychylnie. Był m.in. wydawcą następujących dzieł: Neue deutsche Lyrik (1895), Neue deutsche Lyriker (1902-1908), Heiliges Brausen (1915), Deutsche Kriegslider (1914-1915), Tröst-Einsamkeit (1915).

## Dzieła
Wybrane utwory:

- Gedichte, 1892,
- Ich weiß es nicht, 1892,
- In junger Sonne, 1892, nowela, szkice,
- Symphonie, 1892, wiersze, współautorstwo,
- Jugendstürme, 1896, powieść,
- Höhenfrost, 1897, powieść,
- Jadwiga, 1899, powieść dwutomowa,
- Geschichte der deutschen Dichtung im neunzehnten Jahrhundert, 1901,
- In der Grenzschenke - Lena Sieg, 1901, opowiadanie,
- Röschen Rhode, 1901, opowiadanie,
- Nowele szkolne, 1901 (oryg. Die Schüler von Polajewo; tłum. Maria Buyno-Arctowa; wyd. Michał Arct, 1905[4]),
- Vagabunden, 1901, pieśni, wiersze,
- Deutsche und polnische Liebe, 1903,
- Federspiel, 1904, opowiadanie,
- Die Hexe, 1905, powieść,
- Königsträume, 1905, powieść,
- Die Wette, 1906, powieść,
- Conrad Ferdinand Meyer als Lyriker, 1906,
- Im polnischen Wind, 1906, opowiadanie,
- Das Gymnasium zu Lengowo, 1907, powieść dwutomowa,
- Die Stenographin - zwei Küsse, 1908, nowela,
- Die Hoermanns, 1909,
- Lachtauben, 1910, opowiadanie,
- Heilige Not, 1910, wiersze,
- Geschichte der Weltliteratur, 1910-1913,
- Die rote Julka – Das Opfer, 1911, opowiadanie,
- Schuld, 1911, nowele,
- Der dankbare Heilige, 1913,
- Flugbeute, 1914, opowiadanie,
- Aus verklungenen Stunden, 1920, pośmiertnie[1].